# Rafał Murawski
Rafał Murawski (* 9. října 1981, Malbork, Polsko) je polský fotbalový záložník.

## Klubová kariéra
S fotbalem začal v klubu MRKS Gdańsk a později hrál v týmu Gedania Gdańsk. Prošel dalšími polskými kluby Arka Gdynia a Amica Wronki, druhý jmenovaný se v roce 2006 sloučil s Lechem Poznań. Zde působil až do roku 2009. Po skončení sezóny 2008/09 byl v nejlepší jedenáctce Ekstraklasy, která byla sestavena podle novinářů na základě známek, kterou hráči dostávali po každém zápasu. Zároveň musel daný hráč odehrát minimálně 16 zápasů.
Poté odešel do ruského klubu Rubin Kazaň, se kterým vyhrál ve své první sezóně ligový titul. V roce 2011 se vrátil z rodinných důvodů do Lechu Poznań.

## Reprezentační kariéra
15. listopadu 2006 debutoval pod reprezentačním trenérem Leo Beenhakkerem v A-mužstvu Polska v kvalifikačním zápase s domácí Belgií, Poláci vyhráli na Stade du Roi Baudouin 1:0. Rafał se dostal na hrací plochu v 79. minutě.
Zúčastnil se EURA 2008 ve Švýcarsku a Rakousku a EURA 2012 v Polsku a na Ukrajině.

### EURO 2008
Na Mistrovství Evropy 2008 konaném ve Švýcarsku a Rakousku odehrál dva zápasy polského týmu (vedeného nizozemským trenérem Leo Beenhakkerem) na šampionátu. 8. června proti Německu (porážka 0:2) nenastoupil, objevil se až v závěru utkání 12. června proti Rakousku (remíza 1:1). 16. června proti Chorvatsku byl v základní sestavě (porážka 0:1). Polsko se do čtvrtfinále neprobojovalo, obsadilo se ziskem 1 bodu poslední čtvrté místo základní skupiny B.

### EURO 2012
Na Mistrovství Evropy 2012, kde mělo Polsko jako pořadatelská země (společně s Ukrajinou) jistou účast, se v zahajovacím utkání celého šampionátu 8. června s Řeckem (remíza 1:1) objevil na místě středního záložníka. V základní sestavě nastoupil i 12. června proti Rusku (opět 1:1) a 16. června proti České republice (prohra 0:1). Polsko do čtvrtfinále nepostoupilo, obsadilo se ziskem 2 bodů poslední čtvrté místo základní skupiny A.

### Reprezentační góly
Góly Rafała Murawského za A-tým Polska
| 010                | 21. 11. 2007 | Bělehrad, Srbsko | Srbsko | 0:1 | 2:2 | kvalifikace na EURO 2008 |
| Platí k 9. 9. 2014 |              |                  |        |     |     |                          |